# Jane Tregunno
Elizabeth Jane Tregunno, nach Heirat Stamp, (* 9. Juli 1962 in St. Catharines, Ontario) ist eine ehemalige kanadische Ruderin. 
Die 1,85 m große Tregunno gewann mit dem kanadischen Achter die Bronzemedaille bei den Junioren-Weltmeisterschaften 1978, 1979 erhielten die Ruderinnen des kanadischen Achters die Goldmedaille. Jane Tregunno war vornominiert für die Olympischen Spiele 1980, die dann aber von Kanada boykottiert wurden. 1981 belegte Tregunno mit dem kanadischen Achter den vierten Platz bei den Weltmeisterschaften. Zwei Jahre später belegte sie abermals den vierten Platz bei den Weltmeisterschaften, diesmal in der Bootsklasse Vierer mit Steuerfrau. In Abwesenheit der Weltmeisterinnen aus der Sowjetunion und der WM-Dritten aus der DDR gewannen die WM-Zweiten von 1983 aus Rumänien die Goldmedaille bei den Olympischen Spielen 1984 in Los Angeles, zwei Sekunden dahinter erkämpften Marilyn Brain, Angela Schneider, Barbara Armbrust, Jane Tregunno und Steuerfrau Lesley Thompson die Silbermedaille vor den Australierinnen.
Thompson und Tregunno gehörten gemeinsam mit Jennifer Wallinga, Christina Clarke und Tricia Smith zum kanadischen Vierer 1986, der die Goldmedaille bei den Commonwealth Games und die Bronzemedaille bei den Weltmeisterschaften gewann. Nach einem sechsten Platz im Vierer und einem siebten Platz im Achter bei den Weltmeisterschaften 1987 belegte Tregunno zum Abschluss ihrer Karriere mit dem kanadischen Vierer den siebten Platz bei den Olympischen Spielen 1988.